# Lesánkova naučná stezka
Lesánkova naučná stezka, či Lesánkova naučná cyklostezka nebo S Lesánkem do přírody, je okružní naučná stezka a cyklostezka/turistická trasa na území města Litovel v okrese Olomouc v Olomouckém kraji. Nachází se také na obou březích řeky Morava v geomorfologickém celku Hornomoravský úval v etnoregionu Haná a v CHKO Litovelské pomoraví.

## Historie a popis
Bezbariérová Lesánkova naučná stezka, která byla postavena v roce 2011, je primárně zaměřená pro děti, rodiče s dětmi, školky a školy. Je pojmenovaná podle Lesánka, což je fiktivní bytost - skřítek, který ukazuje cestu do blízkého kouzelného lesa a je také průvodcem na stezce. Délka trasy je 8,4 km a má 5 zastávek s informačními panely a interaktivními prvky, k poučení, zábavě a relaxaci. Začíná a končí v Litovli u školní jídelny Gymnázia Jana Opletala a na trase jsou také prolézací a hrací prvky, lavičky a informační panely zaměřené na místní přírodu a ekologii. Na trase stezky, která leží v CHKO Litovelské pomoraví, je také přírodní rezervace Litovelské luhy a Národní přírodní rezervace Ramena řeky Moravy. Terén stezky je rovinatý. Zajímavostí na trase je také památný Šargounský dub v Karlově a budova Informační středisko CHKO Litovelské Pomoraví – Šargoun v Šargounu a Most přes Bahenku.

## Další informace
Lesánkova naučná stezka se překrývá nebo se navazuje na další turistické a cyklistické trasy, např. naučná stezka Litovelské luhy, naučná stezka Litovel, EuroVelo 9, Moravská stezka a cyklistická trasa 6027. Stezka je celoročně volně přístupná.

## Galerie

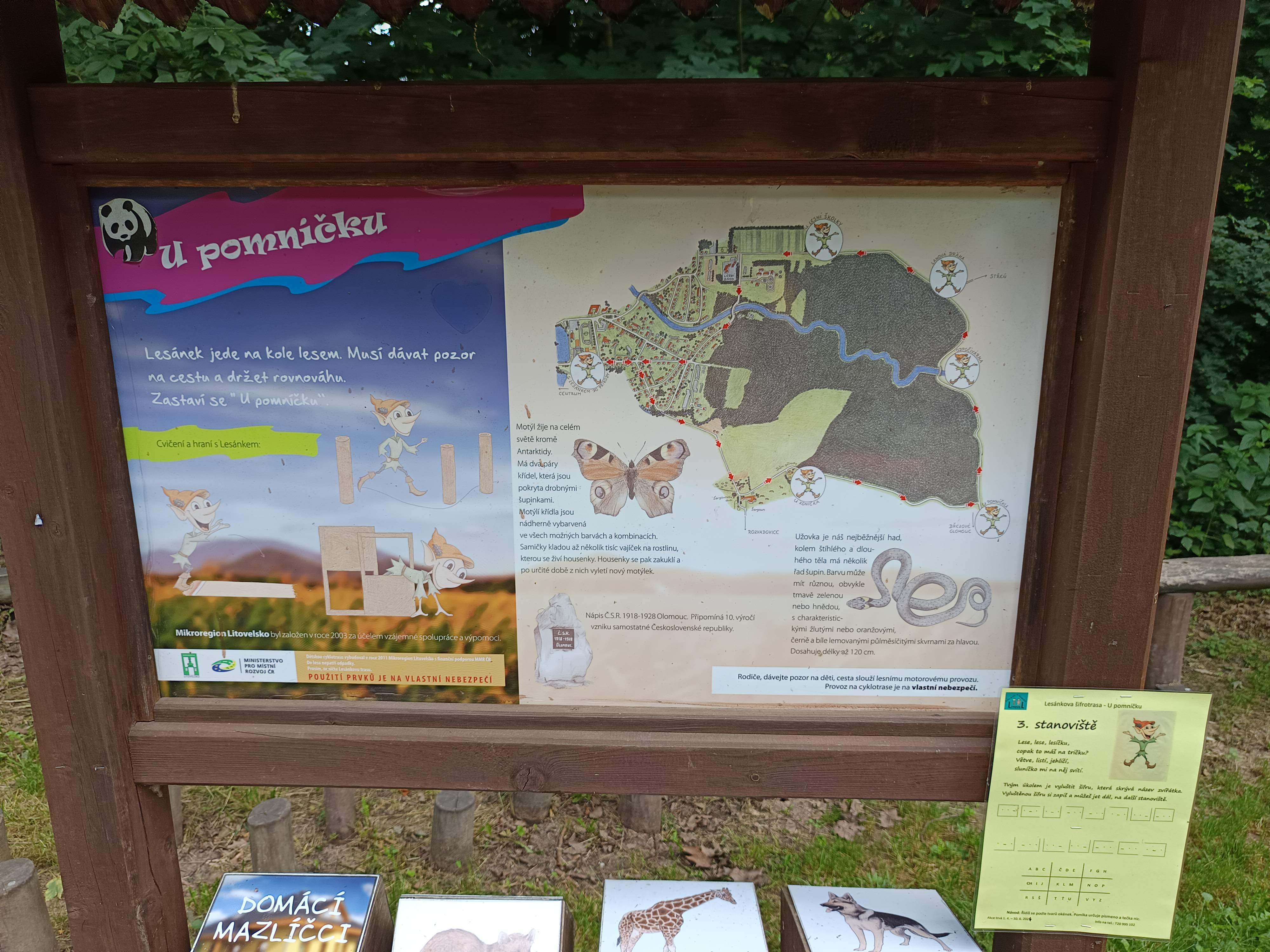
Informační panel na naučné stezce